# دانيال جي. رونان
دانيال جي. رونان هو سياسي أمريكي، ولد في 13 يوليو 1914 في شيكاغو في الولايات المتحدة، وتوفي بنفس المكان في 13 أغسطس 1969. نشط حزبياً في الحزب الديمقراطي. وقد انتخب عضو مجلس نواب إلينوي ‏ وانتخب عضو مجلس النواب الأمريكي ‏. دُفن رونان في مقبرة ملكة السماء.